# Echemoides aguilari
Echemoides aguilari är en spindelart som beskrevs av Norman I. Platnick och Mohammad U. Shadab 1979. Echemoides aguilari ingår i släktet Echemoides och familjen plattbuksspindlar.
Artens utbredningsområde är Peru. Inga underarter finns listade i Catalogue of Life.